# Tunel ve Svinoústí
Tunel ve Svinoústí nebo tunel pod Svinou je silniční podvodní tunel pod průlivem Svinou mezi ostrovy Uznojem a Volyň, který doplnil dosavadní ryze přívozovou dopravu mezi břehy města Svinoústí. Dokončen a otevřen byl tento tunel 30. června 2023..

## Pozadí
Před výstavbou tunelu byla doprava mezi oběma břehy realizována přívozem, na který se tvořily fronty a mohly jej využívat jen místní nebo osoby se zvláštním povolením. Ostatní včetně turistů museli využívat přívoz asi 10 km jižně od města, ale i tam se především v sezóně tvořily fronty. Oba přívozy přitom měly dvaceti až třicetiminutové intervaly. V daném místě nebylo možné kvůli velkým lodím postavit most. Proto bylo rozhodnuto o stavbě podvodního tunelu, který tyto nepříjemnosti po dostavbě ukončil.

## Výstavba
Příprava tunelu začala v roce 2011. Samotná výstavba začala slavnostně 5. března 2021 za přítomnosti premiéra Mateusze Morawieckého a vicepremiéra Jarosława Kaczyńského. Se svojí délkou 1780 m se jednalo v době výstavby o nejdelší podvodní stavbu v Polsku. Plán byl dokončit tunel v září 2022 v přepočtu za 5,5 miliard korun. Razící štít razil tunel rychlostí až 18 metrů za den. Nejhlubší bod tunelu byl 10 metrů pod dnem průlivu, které v tom místě bylo dalších 13,5 metrů pod hladinou. Dokončen a otevřen byl tunel 30. června 2023 s dodrženým rozpočtem v přepočtu okolo 5 miliard Kč. Finančně se na tunelu z 85 % podílely unijní fondy, zbytek platilo město Svinoústí.